# Amerikanska sparvar
Amerikanska sparvar (Passerellidae) är en fågelfamilj inom ordningen tättingar. De förekommer i Nord- och Sydamerika. Arterna inom familjen är fröätare och har en konformig näbb. Många av arterna har också ett distinkt tecknat huvud.

## Systematik
Trots att merparten av arterna har trivialnamnet "sparvar" är familjen inte nära besläktad med familjen sparvfinkar (Passeridae).
Tidigare fördes de amerikanska sparvarna till familjen fältsparvar som omfattar liknande arter i Eurasien och Afrika. Det är dock inte säkert att de är varandras närmsta släktingar och merparten auktoriteter behandlar dem idag som två olika familjer.
Många syd- och centralamerikanska släkten som tidigare kategoriserats som fältsparvar har visat sig tillhöra olika tangaror-klader och minst ett tangarasläkte (Chlorospingus) förs numera till de amerikanska sparvarna.

## Släkten inom familjen
- Oreothraupis – tangarasparv
- Chlorospingus – 9–10 arter, tidigare bland tangarorna
- Rhynchospiza – 2–3 arter, tidigare i Aimophila
- Peucaea – 8 arter, tidigare i Aimophila
- Ammodramus – 3 arter
- Arremonops – 4 arter
- Amphispiza – 2 arter
- Chondestes – lärksparv
- Calamospiza – svartsparv
- Spizella – 6 arter
- Arremon – 20–22 arter, inklusive Buarremon och Lysurus
- Passerella – 1–4 arter
- Spizelloides – tundrasparv, tidigare i Spizella
- Junco – junkor, 5 arter
- Zonotrichia – 5 arter
- Artemisiospiza – 2 arter, tidigare i Amphispiza
- Oriturus – azteksparv
- Pooecetes – aftonsparv
- Ammospiza – 4 arter, tidigare i Ammodramus
- Centronyx – 2 arter, tidigare i Ammodramus
- Passerculus – 1–4 arter
- Xenospiza – sierramadresparv
- Melospiza – 3 arter
- Pezopetes – storfotssparv
- Torreornis – zapatasparv
- Melozone – 8 arter, flera tidigare i Pipilo
- Aimophila – 3 arter
- Pipilo – 4–5 arter arter
- Atlapetes – 30–35, inklusive Pselliophorus